# Alice Halicka

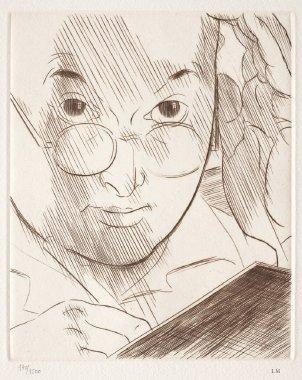
Louis Marcoussis, 1936

Alice Halicka nebo Alicja Halicka (20. prosince 1894 Krakov – 1. ledna 1975 Paříž), byla francouzská malířaka a ilustrátorka polského původu a manželka kubistického malíře Louise Marcoussise. 

## Životopis
Alicja Halicka se narodila v Krakově, jako dcera židovského lékaře. Vyrůstala ve Švýcarsku a Rakousku. V Krakově studovala s Józefem Pankiewiczem]]. Studovala malířství u Józefa Pankiewicze, Leona Wyczółkowského a Wojciecha Weisse na soukromé ženské umělecké škole v Krakově, kterou vedla Maria Niedzielská. Po krátkém pobytu v Mnichově se v roce 1912 přestěhovala do Paříže, kde studovala na Académie Ranson u Paula Sérusiera a Maurice Denise. Zde se setkala s kubistickým malířem Louisem Marcoussisem, za kterého se v roce 1913 provdala. 
V roce 1921 vystavila svou kubistickou práci společně se svým manželem na Salonu nezávislých. Vystavovala také v galerii Georges Petit, Paříž (1930–1931), Le Centaure, Brusel, Leicester Galleries v Londýně (1934), Galerie Marie Harriman, New York (1936), Galerie Juliana Levyho, New York (1937). Halicka malovala v různých stylech, ale také se věnovala práci s textilem, včetně Romances capitonnées, a dokonce vytvořila scénografické návrhy pro balety, které se hrály v Metropolitní opeře v New Yorku a Covent Garden v Londýně.
Druhou světovou válku strávila ve Francii a poté napsala knihu nazvanou Hier, souvenirs, publikovanou v roce 1946.
Alice Halicka zemřela v Paříži 1. ledna 1975 ve svých osmdesáti letech.